# Szatanowa Polana

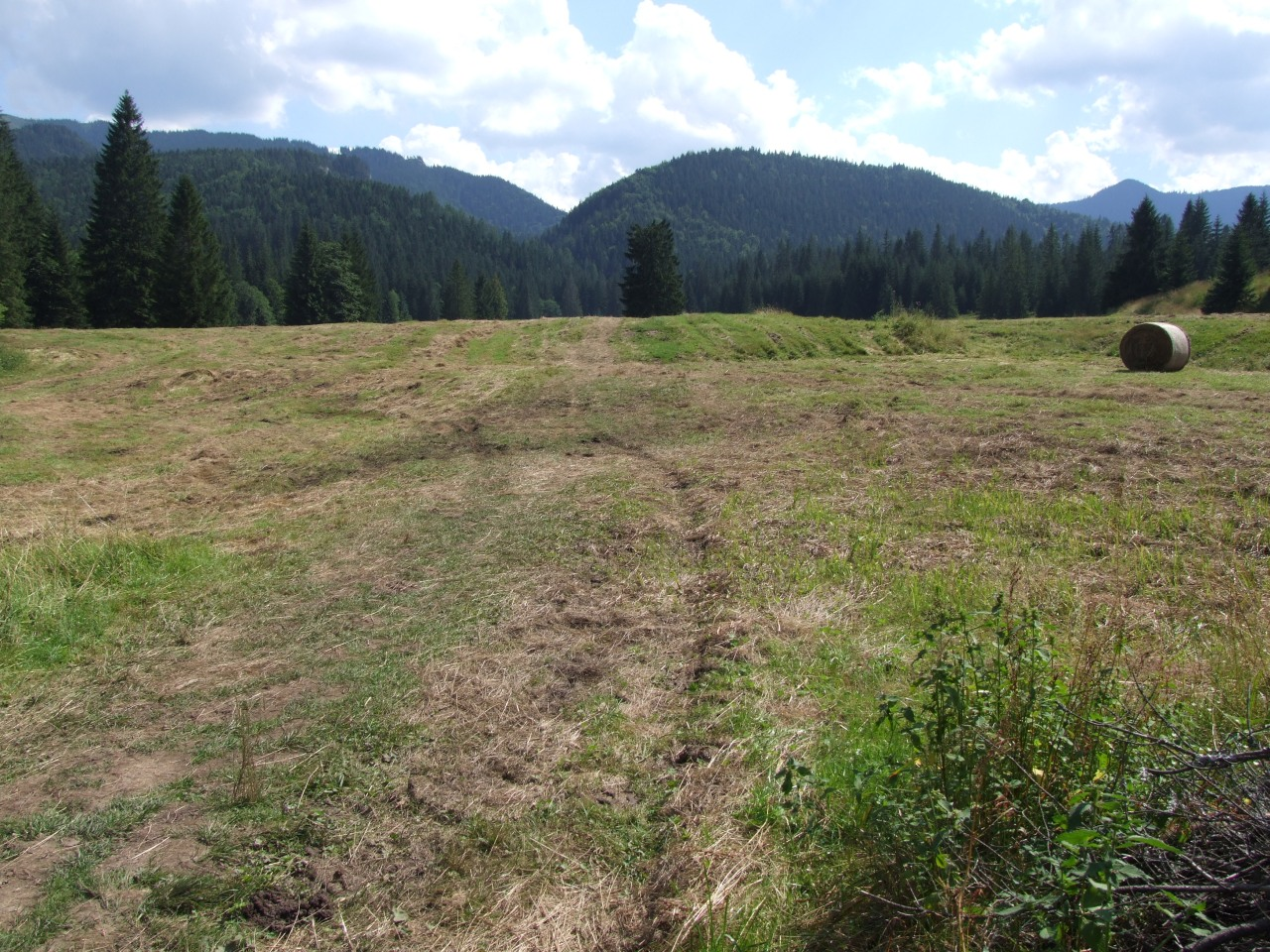
Szatanowa Polana, za nią Czaplowy Wierch i Jeżowy Wierch

Szatanowa Polana (słow. Šatanová poľana) – polana w słowackich Tatrach Zachodnich, w górnej części Kotliny Orawickiej, na jej granicy z Doliną Cichą Orawską. Znajduje się w widłach Juraniowego Potoku i Orawicy.
Polana jest duża i równa, dawniej była jednym z centrów pasterstwa w tym rejonie. Również po włączeniu tego rejonu do Tatrzańskiego Parku Narodowego nadal jest koszona. Dzięki temu nie zarasta lasem i dalej dwukrotnie w ciągu roku zakwitają na niej typowe rośliny hal: wiosną masowo na fioletowo-liliowo kwitnie krokus spiski, zaś jesienią na różowo-liliowo zakwita zimowit jesienny. Przez środek polany przebiega szlak turystyczny, na środku polany znajduje się duże drzewo i ławeczka dla turystów, zaś w lesie tuż powyżej górnej części polany znajduje się skrzyżowanie szlaków turystycznych.
Jest jedną z kilku polan przy szosie prowadzącej od Orawic przez Kotlinę Orawicką i Dolinę Cichą. Od strony Orawic są to kolejno polany: Dunajowa, Szatanowa, Czymchowska, Czaplówka i Cicha – wszystkie po południowej stronie drogi biegnącej dnem doliny.

## Szlaki turystyczne
– czerwony szlak z Orawic przez Szatanową Polanę i Juraniową Cieśniawę na Umarłą Przełęcz. Czas przejścia: 1:45 h, ↓ 1:30 h. Szlak otwarty jest przez cały rok.